# Pseudovirion
Ne doit pas être confondu avec Particule pseudovirale ou Pseudovirus (genre).
Un pseudovirion, ou pseudovirus, est un virus synthétique ou une structure protéique ayant une forme proche de celle d'un virus, et susceptible d'être confondue avec un virus par le système immunitaire de l'organisme receveur, tout en étant incapable de se reproduire dans cet organisme.

## Production
On les choisit pour leurs caractéristiques particulières, à l'intérieur de cellules bactériennes ou d'eucaryotes.

## Usages
Dans le domaine des biotechnologies ; 

on les utilise pour injecter au cœur de l'organisme et jusque dans les cellules du matériel génétique (ADN ou ARN par exemple).
Dans le domaine de la vaccination :

Début mai 2008, Denis Leclerc a proposé  d'utiliser un virus végétal (qui ne peut se reproduire chez l'homme) comme pseudovirion jouant le rôle d'adjuvant à un vaccin, pour rendre ce vaccin efficace plus longtemps contre des virus qui mutent facilement et souvent (virus de la grippe par exemple), voire contre la fièvre typhoïde (programme en cours avec l'IMSS de Mexico) et espère-t-il contre l'hépatite C, voire certains cancers (collaboration en cours avec le CHUM). 

Le principe est d'associer à ce pseudovirion une protéine-cible interne aux virus, bactéries ou cellules cancéreuses à attaquer, et non comme on le fait jusqu'ici une des protéines externes qui sont celles qui mutent le plus. Ce nouveau type de vaccin, qui doit encore faire les preuves de son innocuité et de son efficacité, déclencherait une réaction immunitaire à l'intérieur des cellules, au moment de la réplication virale.